# Soufiane Bouftini
Soufiane Bouftini (ur. 3 maja 1994 w Casablance) – marokański piłkarz, występujący na pozycji obrońcy w emirackim klubie Al-Wasl Dubaj. 8-krotny reprezentant Maroka.

## Statystyki

### Klubowe
Na podstawie:
| Klub             | Sezonów | Liga               | Liga  | Liga   | Puchar krajowy | Puchar krajowy | Kontynentalne | Kontynentalne | Suma  | Suma   |
| Klub             | Sezonów | Liga               | Mecze | Bramki | Mecze          | Bramki         | Mecze         | Bramki        | Mecze | Bramki |
| ---------------- | ------- | ------------------ | ----- | ------ | -------------- | -------------- | ------------- | ------------- | ----- | ------ |
| Raja Beni Mellal | 1       | GNF 2              | ?     | ?      | ?              | ?              | –             | –             | ?     | ?      |
| Hassania Agadir  | 4       | GNF 1              | 75    | 10     | 4              | 3              | 21            | 2             | 100   | 15     |
| Al Ahli Ad-Dauha | 1       | Qatar Stars League | 19    | 2      | 4              | 0              | –             | –             | 23    | 2      |
| Al-Wasl Dubaj    | 3       | UAE Pro League     | 48    | 9      | 15             | 3              | 1             | 1             | 64    | 13     |
|                  | Łącznie | Łącznie            | 142   | 21     | 23             | 6              | 22            | 3             | 187   | 30     |

### Reprezentacyjne
Na podstawie:
| Gole w reprezentacji | Gole w reprezentacji | Gole w reprezentacji | Gole w reprezentacji | Gole w reprezentacji | Gole w reprezentacji | Gole w reprezentacji | Gole w reprezentacji            |
| Lp.                  | Data                 | Miasto               | Przeciwnik           | Wynik                | Gole                 | Inne                 | Rozgrywki                       |
| -------------------- | -------------------- | -------------------- | -------------------- | -------------------- | -------------------- | -------------------- | ------------------------------- |
| 1.                   | 03.02.2021           | Limbé                | Kamerun              | 4:0 (2:0)            | 28'                  |                      | Mistrzostwa Narodów Afryki 2020 |
| 2.                   | 07.02.2021           | Jaunde               | Mali                 | 2:0 (0:0)            | 69'                  |                      | Mistrzostwa Narodów Afryki 2020 |

## Sukcesy
Na podstawie:

### Klubowe
- Mistrz ZEA 2023/24

### Reprezentacyjne
- Mistrzostwa Narodów Afryki 2020